# Nishikawa Shusaku
Nishikawa Shusaku (西川 周作 Nishikawa Shūsaku, sinh ngày 18 tháng 6 năm 1986 ở Usa, Ōita) là một cầu thủ bóng đá người Nhật Bản hiện tại thi đấu cho Urawa Red Diamonds.

## Sự nghiệp

### Câu lạc bộ
Nishikawa là sản phẩm của hệ thống trẻ Oita và được đẩy lên đội một năm 2005. Nishikawa ra mắt J-League ngày 2 tháng 7 năm 2005 trong trận đấu trước Yokohama F. Marinos. Anh ra sân thường xuyên ở mùa giải 2006. Sau sự xuống hạng của Oita Trinita, ngày 30 tháng 12 năm 2009, anh ký hợp đồng với câu lạc bộ J-League Sanfrecce Hiroshima.

### Quốc tế
Nishikawa là thành viên của đội tuyển Nhật Bản tham dự vòng chung kết Giải vô địch bóng đá trẻ thế giới 2005. Anh cũng góp mặt trong đội hình Nhật Bản tham dự Thế vận hội Mùa hè 2008.
Anh ra mắt quốc tế cho Nhật Bản ngày 8 tháng 10 năm 2009 tại trận đấu vòng loại Cúp bóng đá châu Á 2011 trước Hồng Kông.

## Thống kê sự nghiệp

### Câu lạc bộ
Cập nhật đến ngày 23 tháng 2 năm 2018.
| Câu lạc bộ          | Mùa giải            | Giải vô địch | Giải vô địch | Cúp Hoàng đế Nhật Bản | Cúp Hoàng đế Nhật Bản | J. League Cup | J. League Cup | ACL     | ACL       | Khác1   | Khác1     | Tổng    | Tổng      |
| Câu lạc bộ          | Mùa giải            | Số trận      | Bàn thắng    | Số trận               | Bàn thắng             | Số trận       | Bàn thắng     | Số trận | Bàn thắng | Số trận | Bàn thắng | Số trận | Bàn thắng |
| ------------------- | ------------------- | ------------ | ------------ | --------------------- | --------------------- | ------------- | ------------- | ------- | --------- | ------- | --------- | ------- | --------- |
| Oita Trinita        | 2005                | 21           | 0            | 2                     | 0                     | 1             | 0             | -       | -         | -       | -         | 24      | 0         |
| Oita Trinita        | 2006                | 30           | 0            | 1                     | 0                     | 5             | 0             | -       | -         | -       | -         | 36      | 0         |
| Oita Trinita        | 2007                | 11           | 0            | 2                     | 0                     | 2             | 0             | -       | -         | -       | -         | 15      | 0         |
| Oita Trinita        | 2008                | 22           | 0            | 0                     | 0                     | 5             | 0             | -       | -         | -       | -         | 27      | 0         |
| Oita Trinita        | 2009                | 34           | 0            | 1                     | 0                     | 3             | 0             | -       | -         | 3       | 0         | 41      | 0         |
| Sanfrecce Hiroshima | 2010                | 34           | 0            | 1                     | 0                     | 4             | 0             | 5       | 0         | -       | -         | 44      | 0         |
| Sanfrecce Hiroshima | 2011                | 34           | 0            | 0                     | 0                     | 1             | 0             | -       | -         | -       | -         | 35      | 0         |
| Sanfrecce Hiroshima | 2012                | 34           | 0            | 0                     | 0                     | 4             | 0             | –       | –         | –       | –         | 38      | 0         |
| Sanfrecce Hiroshima | 2013                | 33           | 0            | 3                     | 0                     | 1             | 0             | 5       | 0         | 4       | 0         | 46      | 0         |
| Urawa Red Diamonds  | 2014                | 34           | 0            | 2                     | 0                     | 2             | 0             | –       | –         | –       | –         | 38      | 0         |
| Urawa Red Diamonds  | 2015                | 34           | 0            | 3                     | 0                     | 0             | 0             | 5       | 0         | 2       | 0         | 40      | 0         |
| Urawa Red Diamonds  | 2016                | 34           | 0            | 0                     | 0                     | 1             | 0             | 8       | 0         | 2       | 0         | 45      | 0         |
| Urawa Red Diamonds  | 2017                | 34           | 0            | 0                     | 0                     | 2             | 0             | 13      | 0         | 3       | 0         | 52      | 0         |
| Tổng cộng sự nghiệp | Tổng cộng sự nghiệp | 389          | 0            | 15                    | 0                     | 31            | 0             | 36      | 0         | 14      | 0         | 485     | 0         |

1Bao gồm Pan-Pacific Championship, Giải bóng đá vô địch Suruga Bank, Giải bóng đá Cúp câu lạc bộ thế giới, J. League Championship và Siêu cúp Nhật Bản.

### Quốc tế
| Đội tuyển quốc gia | Năm | Số trận | Bàn thắng |
| ------------------ | --- | ------- | --------- |
| Nhật Bản           |     |         |           |
| 2009               | 1   | 0       |           |
| 2010               | 2   | 0       |           |
| 2011               | 4   | 0       |           |
| 2012               | 1   | 0       |           |
| 2013               | 4   | 0       |           |
| 2014               | 3   | 0       |           |
| 2015               | 8   | 0       |           |
| 2016               | 8   | 0       |           |
| Tổng               | 31  | 0       |           |

### Số lần ra sân trong các giải đấu lớn
| Đội bóng | Giải đấu                               | Thể loại | Số trận | Số trận | Bàn thắng | Thành tích đội bóng |
| Đội bóng | Giải đấu                               | Thể loại | Start   | Sub     | Bàn thắng | Thành tích đội bóng |
| -------- | -------------------------------------- | -------- | ------- | ------- | --------- | ------------------- |
| Nhật Bản | 2004 Giải vô địch bóng đá trẻ châu Á   | U-19     |         |         |           | Third place         |
| Nhật Bản | Giải vô địch bóng đá trẻ thế giới 2005 | U-20     | 4       | 0       | 0         | Vòng 16 đội         |
| Nhật Bản | Vòng loại Thế vận hội Mùa hè 2008      | U-22     | 5       | 0       | 0         | Vào vòng trong      |
| Nhật Bản | Thế vận hội Mùa hè 2008                | U-23     | 3       | 0       | 0         | Vòng 1              |
| Nhật Bản | Vòng loại Cúp bóng đá châu Á 2011      | ĐTQG     | 1       | 0       | 0         | Vào vòng trong      |
| Nhật Bản | Cúp bóng đá châu Á 2011                | ĐTQG     | 1       | 1       | 0         | Vô địch             |
| Nhật Bản | 2013 EAFF Cúp bóng đá Đông Á           | ĐTQG     | 2       | 0       | 0         | Vô địch             |

## Danh hiệu

### Câu lạc bộ
Oita Trinita
- J.League Cup: 2008

Sanfrecce Hiroshima
- J1 League: 2012
- Siêu cúp Nhật Bản: 2013

Urawa Red Diamonds
- J. League Cup: 2016
- Giải bóng đá vô địch Suruga Bank: 2017
- Giải vô địch bóng đá các câu lạc bộ châu Á: 2017

### Nhật Bản
- Cúp bóng đá châu Á: 2011
- Kirin Cup: 2011
- EAFF Cúp bóng đá Đông Á: 2013

### Cá nhân
- J. League Best XI: 2012, 2016